# Kawiarnia Jana Bisanza w Krakowie
Kawiarnia Jana Bisanza (później Kawiarnia Związku Artystów Scen Polskich Gospoda Aktorów, Restauracja Warszawianka) – zlikwidowana kawiarnia w Krakowie, działająca niegdyś w Pałacu Juliana Dunajewskiego przy ulicy J. Dunajewskiego 4, w dzielnicy I Stare Miasto, na Piasku.

## Historia

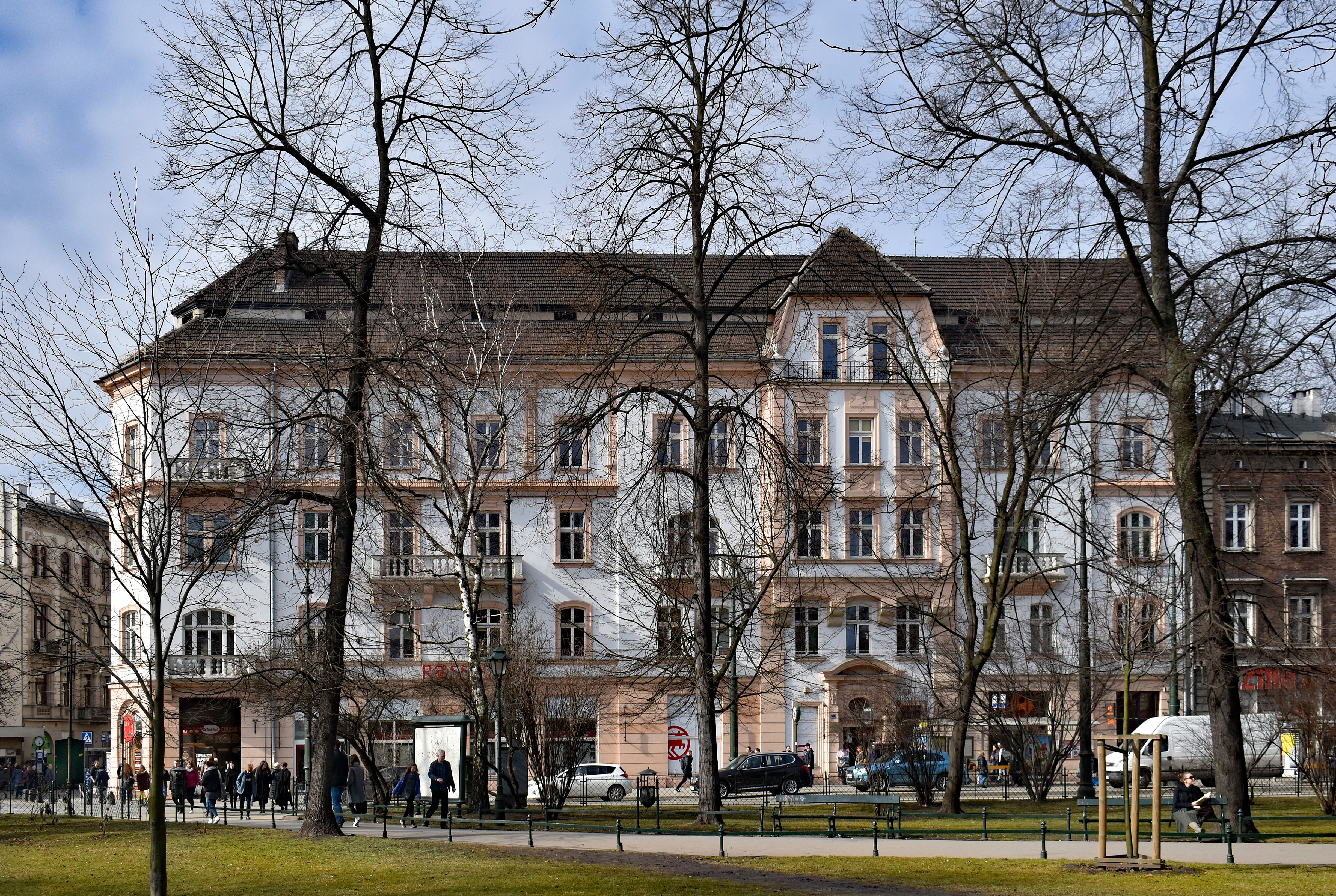
Dom Antoniego Strenka – miejsce założenia kawiarni

Kawiarnia została założona w 1908 roku w domu Antoniego Strenka znajdującym się na rogu ulic Juliana Dunajewskiego 1 i Karmelickiej  1 przez Jana Bisanza jako luksusowa kawiarnia z ogródkiem. Po 1926 roku właściciel podjął decyzję, aby przenieść kawiarnię do Pałacu Juliana Dunajewskiego, który został przebudowany przez niego samego w 1920 roku. Nowa lokalizacja znajdowała się przy ulicy Juliana Dunajewskiego 4, na Piasku. Kawiarnia zajęła parter oraz kolumnowy dziedziniec budynku.
Po zakończeniu I wojny światowej, kawiarnia Bisanza stała się miejscem regularnych spotkań krakowskiej społeczności sportowej. Bywali tu trenerzy oraz dziennikarze sportowi, a sama kawiarnia stała się ważnym punktem krakowskiego życia sportowego. Świadczy o tym również fakt, iż kluby sportowe pochodzące z Krakowa, takie jak Cracovia oraz Jutrzenka Kraków miały w lokalu swoje własne, wydzielone stoliki. Z czasem kawiarnia była również odwiedzana przez osoby znane spoza świata sportu, takie jak: Józef Piłsudski, Walery Sławek oraz Ignacy Daszyński.
W okresie II wojny światowej oraz okupacji Krakowa do kawiarni wstęp mieli jedynie obywatele niemieccy, a sam lokal został  przemianowany na niemiecką nazwę „Volksdeutsches Kafeehaus”. Dnia 24 grudnia 1942 roku w kawiarni doszło do nieudanego zamachu przeprowadzonego przez oddział Gwardii Ludowej, którego celem była kawiarnia.
W 1945 roku po śmierci Jana Bisanza, kawiarnia została przemianowana na „Kawiarnię Związku Artystów Scen Polskich Gospoda Aktorów”. W 1948 roku pierwsze piętro Pałacu Juliana Dunajewskiego, gdzie swoją działalność prowadziła kawiarnia zostało zaadaptowane na lokal nocny. W 1952 roku kawiarnia została przejęta przez Krakowskie Zakłady Gastronomiczne i kontynuowała działalność jako restauracja „Warszawianka”. Na początku XXI wieku została zlikwidowana.
Przez pewien czas w jednej z sal kawiarni eksponowane było płótno znane jako tzw. „otwarta księga pamiątkowa”, które pierwotnie znajdowało się w kawiarni Paon przy ulicy Szpitalnej 38. Płótno to zostało następnie przeniesione do Muzeum Narodowego w Krakowie przy alei 3 Maja 1, gdzie zachowało się po czasy współczesne.